# Madhava (Mathematiker)
Madhava (* 1350 in Sangamagrāma bei Cochin in Kerala; †  1425) war ein indischer Mathematiker und Astronom. Er ist  der Begründer der Kerala-Schule von Mathematikern und Astronomen in Südindien.
Madhava gilt als der Entdecker der ersten unendlichen Reihen (von der Geometrischen Reihe abgesehen), speziell unendlichen Reihen für Arcustangens, Sinus und Kosinus (entsprechend der Maclaurinschen Reihe), die in Europa durch James Gregory und Isaac Newton erst über 250 Jahre später wiederentdeckt wurden. Madhava (der sie um 1400 fand) gelangen damit unter anderem genaue Werte für Pi und Werte für Sinustafeln.
Von ihm sind zwar keine mathematischen Texte erhalten (nur einige astronomische Texte), seine Entdeckungen sind aber in späteren Werken von Nilakantha Somayaji (1444–1544) und Jyesthadeva (Yutikbhasa) und der Mahajyanayana prakara (Methode der Sinusberechnung, 16. Jahrhundert) überliefert.
Zu seinen Schülern zählt Parameshvara.